# Richard Kleine
Richard Kleine (Magdeburgo 4 de julio de 1874; † Halle (Saale) 10 de abril de 1948) fue un entomólogo, coleopterólogo y fitopatólogo alemán. Sus principales intereses de investigación fueron las familias de escarabajos de cabeza roja (Lycidae) y los escarabajos de cola larga (Brentidae).

## Biografía
Kleine nació en Magdeburgo como hijo de un maestro carpintero. Su madre, que era una ávida cultivadora de flores, alentó su pasión por las plantas y los insectos desde una edad temprana, llevándolo a sus recorridos botánicos sobre resina. Bajo la presión de su padre, aprendió el oficio de imprenta en Magdeburgo, pasó algunos años como oficial en Renania y luego como maestro de máquinas en la ciudad de Halle (Saale). En 1911 dejó su trabajo y se convirtió en asistente en la estación fitosanitaria de la Cámara de Agricultura de la provincia de Sajonia. En 1912 la oficina se trasladó al Instituto de Producción Vegetal de la Cámara de Agricultura ubicado en la Provincia de Pomerania en Stettin . En 1924 fue nombrado jefe del departamento de protección vegetal y del centro de análisis de semillas. 
Kleine se jubiló en 1937 y en 1938 se convirtió en voluntario en el Museo de Historia Natural de Stettin hasta que tuvo que abandonar la ciudad durante la evacuación de marzo de 1945 durante la Segunda Guerra Mundial. Kleine y su esposa encontraron inicialmente alojamiento en Zettemin y Pinnow antes de regresar a Halle (Saale) en 1946. En 1947 murió la esposa de Kleine. Poco después en abril de 1948 Kleine falleció como consecuencias de tuberculosis.
La bibliografía de Kleine incluye 417 títulos entomológicos y un número similar de publicaciones fitopatológicas que tratan de las malas hierbas y su control, de las enfermedades fúngicas de los cereales y de cultivos forrajeros, del cultivo de cereales y de las enfermedades de la patata, incluido el cáncer de la patata, de las enfermedades de la remolacha entre otras. Entre sus publicaciones se tratan las cuestiones relativas a la protección de las plantas. Kleine escribió sobre plagas de insectos incluyendo la polilla de la alcaravea, la polilla del guisante, el búho del carbón, la lechuza sembradora de invierno, el escarabajo del pan, el escarabajo carroñero de la remolacha, los escarabajos pulgas, los escarabajos de los cereales, las moscas de la frita, las moscas del tallo del trigo, las moscas de las flores de los cereales y la remolacha. moscas y el escarabajo de la corteza.
Durante mucho tiempo se supuso que la colección de Kleine fue destruida durante la Segunda Guerra Mundial, pero en 2004 se supo que parte de ella fue transportada de Szczecin a Varsovia, donde todavía se encuentra en el Museo e Instituto de Zoología de la Academia Polaca de Ciencias.

## Géneros de escarabajos descritos por Kleine
Además de varios cientos de especies de escarabajos, incluidas 103 distribuidas en Nueva Guinea, Kleine describió 91 géneros, entre ellos:
| - Gyalostoma Kleine, 1914 - Heterothesis Kleine, 1914 - Elytracantha Kleine, 1915 - Baryrhynchus (Eupsalomimus) Kleine, 1916 - Caenosebus Kleine, 1916 - Dyscheromorphus Kleine, 1916 - Isomorphus Kleine, 1916 - Schizoadidactus Kleine, 1916 - Stibacephalus Kleine, 1916 - Tetanocephalus Kleine, 1916 - Anepsiotes Kleine, 1917 - Heteroblysmia Kleine, 1917 - Schizoeupsalis Kleine, 1917 - Suborychodes Kleine, 1917 - Systellus Kleine, 1917 - Acramorphocephalus Kleine, 1918 - Hadramorphocephalus Kleine, 1918 - Hypomiolispa Kleine, 1918 - Leptamorphocephalus Kleine, 1918 - Micramorphocephalus Kleine, 1918 - Ithystenomorphus Kleine, 1919 - Mesitogenus Kleine, 1919 | - Perisymmorphocerus Kleine, 1919 - Syggenithystenus Kleine, 1919 - Anocamara Kleine, 1920 - Atenophthalmus Kleine, 1920 - Homophylus Kleine, 1920 - Isoceocephalus Kleine, 1920 - Myrmecobrenthus Kleine, 1920 - Palaeoceocephalus Kleine, 1920 - Paramorphocephalus Kleine, 1920 - Pseudoceocephalus Kleine, 1920 - Pseudophocylides Kleine, 1920 - Agrioblepis Kleine, 1921 - Allacompsus Kleine, 1921 - Corporaalia Kleine, 1921 - Hemiorychodes Kleine, 1921 - Henorychodes Kleine, 1921 - Hetaeroceocephalus Kleine, 1921 - Megateras Kleine, 1921 - Paratrachelizus Kleine, 1921 - Parorychodes Kleine, 1921 - Proteramocerus Kleine, 1921 - Sclerotrachelus Kleine, 1921 - Synorychodes Kleine, 1921 | - Thaumastopsis Kleine, 1921 - Ananesiotes Kleine, 1922 - Autometrus Kleine, 1922 - Calyptulus Kleine, 1922 - Chalybdicus Kleine, 1922 - Chelorhinus Kleine, 1922 - Euschizus Kleine, 1922 - Hemicordus Kleine, 1922 - Leptocymatium Kleine, 1922 - Opisthenoxys Kleine, 1922 - Periceocephalus Kleine, 1922 - Peritrachelizus Kleine, 1922 - Pittodes Kleine, 1922 - Proepisphales Kleine, 1922 - Pseudanchisteus Kleine, 1922 - Pyresthema Kleine, 1922 - Stroggylosternum Kleine, 1922 - Uropteroides Kleine, 1922 - Aneorhachis Kleine, 1923 - Holobrenthus Kleine, 1923 - Peraprophthalmus Kleine, 1923 - Schizephebocerus Kleine, 1923 - Amobaeus Kleine, 1925 | - Ceragogus Kleine, 1925 - Genogogus Kleine, 1925 - Hemisamblus Kleine, 1925 - Metatrachelus Kleine, 1925 - Parusambius Kleine, 1925 - Perorychodes Kleine, 1925 - Plesiophocylides Kleine, 1925 - Schizuropterus Kleine, 1925 - Teraticorhynchus Kleine, 1925 - Catablysmia Kleine, 1926 - Catagogus Kleine, 1926 - Eupsalomorphus Kleine, 1926 - Paragogus Kleine, 1926 - Pseudomiolispa Kleine, 1926 - Hyposphales Kleine, 1927 - Nemocephalinus Kleine, 1927 - Raphirhynchidus Kleine, 1927 - Stereobatinus Kleine, 1927 - Taphroderomimus Kleine, 1927 - Macropareia Kleine, 1932 - Hypotrachelizus Kleine, 1933 - Leptomiolispa Kleine, 1933 - Parapisthius Kleine, 1935 |

## Taxón
En 1918, Embrik Strand nombró al género de escarabajos largos Kleineella en honor a Richard Kleine.